# Yunnanalkippa
Yunnanalkippa (Alcippe fratercula) är en fågel i familjen alkippor inom ordningen tättingar.

## Utseende
Davidalkippan är en liten (12,5–14 cm) och rätt långstjärtad tätting med anspråkslös fjäderdräkt. Den har grått huvud med vitaktig tygel, svarta längsgående hjässband och runt ögat en bred vit ögonring. Ovansidan är olivgrå och undersidan beigefärgad. Runt ögat syns en bred vit ögonring, Arten är mycket lik guizhoualkippa, guangdongalkippa och taiwanalkippa, och tillsammans behandlades de som en och samma art (se nedan). Taiwanalkippa har mycket mörkare tygel och ljusare, mindre beigefärgad undersida. Guizhoualkippan, vars utbredningsområde den tangerar i norra Vietnam, har också grå tygel, men bara svagt tecknade hjässband, ljusare strupe och gråare strupsidestreck. Guangdongalkippa är mycket lik yunnanalkippa men är något mörkare, framför allt på huvudet, samt har något tydligare hjässband och gråare strupe.

## Utbredning och systematik
Yunnanalkippa delas in i två underarter med följande utbredning:
- Alcippe fratercula yunnanensis – södra Kina (södra Sichuan och östra Yunnan till nordöstra Myanmar (Kachin)
- Alcippe fratercula fratercula – södra Kina (sydvästra Yunnan) till sydöstra Myanmar och norra Indokina

### Artstatus
Tidigare behandlades yunnanalkippan, guangdongalkippa, guizhoualkippa och taiwanalkippa som en och samma art, och vissa gör det fortfarande. Genetiska studier visar dock på betydande skillnader.

### Släktes- och familjetillhörighet
Länge placerades arterna i Schoeniparus, Lioparus, Fulvetta och Alcippe i ett och samma släkte, Alcippe, men flera genetiska studier visar att de är långt ifrån varandras närmaste släktingar och förs nu istället vanligen till flera olika familjer, där arterna till Alcippe verkade utgöra systergrupp till fnittertrastarna och fördes till den familjen. Senare genetiska studier har dock visat att de utgör en mycket gammal utvecklingslinje och urskiljs därför av exempelvis tongivande International Ornithological Congress (IOC) till en egen familj, Alcippeidae.

## Status
IUCN erkänner den inte som art och placerar den därför inte i någon hotkategori.